# Juan Urteaga
Juan Urteaga Loidi (Valmaseda, 28 de enero de 1914–San Sebastián, 2 de enero de 1990) fue un organista, compositor y director coral español.

## Biografía
Juan Urteaga nació en Valmaseda, Vizcaya, en 1914, hijo primogénito del compositor y organista Luis José Urteaga Iturrioz y de Baldomera Loidi Puy. Con seis años su padre lo incorporó como tiple al coro de la parroquia de San Vicente de San Sebastián donde trabajaba como director del mismo. Su hermano, Jesús (1921-2009), siguió el camino del sacerdocio, el periodismo y el derecho. En 1928, con catorce años, Juan ingresó en el conservatorio de San Sebastián y seis años más tarde recibió una beca que le permitió formarse en Francia como organista con Marcel Dupré.
Regresó a España en 1940 con veinticuatro años y ganó la plaza de organista en la basílica de Santa María de San Sebastián, donde en poco tiempo había creado también la Schola Cantorum. En esta época comenzó su abundante producción de música coral y la dirección de diferentes coros. En 1955 tuvo la oportunidad de trabajar como director del conservatorio de Ciudad Trujillo y en el coro nacional de la República Dominicana, del que fue fundador. Allí permaneció diez años hasta que ganó por oposición las plazas de organista y director coral en la ciudad vasco francesa de San Juan de Luz, donde se estableció en 1965. Durante esta segunda época incrementó notablemente la producción coral que incluía tanto nuevas piezas como la adaptación y recuperación de otras antiguas, trabajando en la acomodación al Concilio Vaticano II de la música sacra que se interpretaba en los oficios religiosos e investigando con los monjes benedictinos de la Abadía Notre-Dame de Belloc. Desde San Juan de Luz regresó a San Sebastián a principios de los años 1970 donde siguió su trabajo con la formación del coro gregoriano Donosti Ereski, entre otros.
Sus principales aportaciones como compositor consistieron en el acompañamiento del gregoriano, los arreglos y adaptaciones de piezas corales y música tradicional sacra, la recuperación de piezas de canciones vascas y en euskera y, en general, los arreglos y transformaciones que permitieron la renovación y difusión de la música coral tradicional. De todas sus composiciones destaca su Misa de los corsarios vascos.